# کریس کاکس
کریس کاکس (انگلیسی: Chris Cox؛ زادهٔ ۱۹۸۲ (۴۲–۴۳ سال)) یک مهندس اهل ایالات متحده آمریکا است.